# پولنرویت
پولنرویت (به آلمانی: Pullenreuth) یک شهر در آلمان است که در Tirschenreuth واقع شده‌است. پولنرویت ۱٬۸۵۳ نفر جمعیت دارد.